# Bayside (Wisconsin)
Bayside é uma aldeia localizada no estado norte-americano do Wisconsin, no Condado de Milwaukee e Condado de Ozaukee.

## Demografia
Segundo o censo norte-americano de 2000, a sua população era de 4518 habitantes. 
Em 2006, foi estimada uma população de 4253, um decréscimo de 265 (-5.9%).

## Geografia
De acordo com o United States Census Bureau tem uma área de 6,2 km², dos quais 6,2 km² cobertos por terra e 0,0 km² cobertos por água.

## Localidades na vizinhança
O diagrama seguinte representa as localidades num raio de 8 km ao redor de Bayside. 